# Torneio de Montreux de 1975
O Torneio de Montreux de 1975 foi a 45.ª edição do Torneio de Montreux.

## Resultados
|   | Equipa      | Pts | J | V | E | D | GM | GS | DG  |
| - | ----------- | --- | - | - | - | - | -- | -- | --- |
| 1 | Espanha     | 18  | 6 | 6 | 0 | 0 | 34 | 11 | 23  |
| 2 | Portugal    | 16  | 6 | 5 | 0 | 1 | 29 | 12 | 17  |
| 3 | Itália      | 14  | 6 | 4 | 0 | 2 | 29 | 18 | 11  |
| 4 | Argentina   | 10  | 6 | 2 | 0 | 4 | 18 | 23 | -5  |
| 5 | Alemanha    | 9   | 6 | 1 | 1 | 4 | 13 | 25 | -12 |
| 6 | Holanda     | 9   | 6 | 1 | 1 | 4 | 16 | 32 | -16 |
| 7 | Montreux HC | 8   | 6 | 1 | 0 | 5 | 20 | 38 | -18 |

|             | Suíça | Alemanha | Países Baixos | Portugal | Espanha | Itália | Argentina |
| ----------- | ----- | -------- | ------------- | -------- | ------- | ------ | --------- |
| Montreux HC |       |          |               |          |         |        |           |
| Alemanha    | 5-1   |          |               |          |         |        |           |
| Holanda     | 6-8   | 1-1      |               |          |         |        |           |
| Portugal    | 6-2   | 9-1      | 7-1           |          |         |        |           |
| Espanha     | 7-3   | 3-0      | 7-2           | 4-0      |         |        |           |
| Itália      | 7-2   | 6-3      | 5-0           | 4-5      | 4-8     |        |           |
| Argentina   | 7-4   | 5-3      | 4-6           | 0-2      | 2-5     | 0-3    |           |

## Classificação final
| Lugar | Seleção     |
| ----- | ----------- |
|       | Espanha     |
|       | Portugal    |
|       | Itália      |
| 4     | Argentina   |
| 5     | Alemanha    |
| 6     | Holanda     |
| 7     | Montreux HC |

| Torneio Montreux 1975 |
| --------------------- |
| Espanha               |
| ESPANHA 8.º           |